# Jan Cybulski (pilot)
Jan Cybulski (ur. 23 czerwca 1916, zm. 6 września 1939 koło wsi Napiórki Ciężkie) – podchorąży obserwator Wojska Polskiego.

## Życiorys
Ukończył naukę w Szkołę Podchorążych Lotnictwa w Dęblinie i został skierowany w czerwcu 1939 do 5 pułku lotniczego w Lidzie, gdzie miał odbyć praktykę. Uczestniczył w kampanii wrześniowej będąc obserwatorem w 51 eskadrze rozpoznawczej, przydzielonej do Samodzielnej Grupy Operacyjnej „Narew”. 6 września 1939 wystartował z lotniska koło wsi Ceranów samolotem PZL.23 „Karaś”, który był jednym z czterech wyruszających w lot bojowy. W skład załogi wchodzili również podporucznik pilot Józef Ryński i kapral strzelec Zygmunt Taruta, podczas lotu zbombardowano hitlerowską kolumnę pancerną poruszającą się drogą z Janowa do Krzynowłogi Wielkiej oraz zgrupowanie nieprzyjaciela w pobliżu miasta Różan. Hitlerowska obrona przeciwlotnicza stacjonująca w pobliżu Napiórek Ciężkich ostrzelała samoloty, Jan Cybulski został wówczas ciężko ranny. Udało im się wylądować na wschód od wsi, niestety Cybulski zmarł od ran i został pochowany w miejscu lądowania, skąd po 1945 został ekshumowany i spoczywa na cmentarzu w Różanie. Pośmiertnie został mianowany na stopień podporucznika (12 września 1939) i odznaczony Krzyżem Walecznych.